# Sant Quirze del Vallès
Sant Quirze del Vallès település Spanyolországban, Barcelona tartományban. Lakosainak száma 20 161 fő (2024).

## Földrajza
Sant Quirze del Vallès Terrassa, Sabadell, Cerdanyola del Vallès, Rubí és Sant Cugat del Vallès községekkel határos.

## Népesség
A település lakosságának változását az alábbi diagram mutatja:
| Lakosok száma | 794  | 782  | 1180 | 3340 | 9047 | 16 581 | 18 702 | 19 549 | 20 141 | 20 161 |
|               | 1857 | 1910 | 1945 | 1965 | 1991 | 2005   | 2010   | 2014   | 2019   | 2024   |